# Sandtjärnen (Offerdals socken, Jämtland, 708964-139939)
Sandtjärnen är en sjö i Krokoms kommun i Jämtland och ingår i Indalsälvens huvudavrinningsområde. Sjön har en area på 0,668 kvadratkilometer och ligger 727 meter över havet. Sandtjärnen ligger i Oldflån-Ansätten Natura 2000-område. Sjön avvattnas av vattendraget Långvattsån. Vid provfiske har röding och öring fångats i sjön.

## Delavrinningsområde
Sandtjärnen ingår i det delavrinningsområde (708877-139868) som SMHI kallar för Utloppet av Sandtjärnen. Medelhöjden är 855 meter över havet och ytan är 8,87 kvadratkilometer. Det finns inga avrinningsområden uppströms utan avrinningsområdet är högsta punkten. Långvattsån som avvattnar avrinningsområdet har biflödesordning 5, vilket innebär att vattnet flödar genom totalt 5 vattendrag innan det når havet efter 334 kilometer. Avrinningsområdet består mestadels av skog (14 procent) och kalfjäll (78 procent). Avrinningsområdet har 0,67 kvadratkilometer vattenytor vilket ger det en sjöprocent på 7,5 procent.